# Geostachys annamensis
Geostachys annamensis är en enhjärtbladig växtart som beskrevs av Henry Nicholas Ridley. Geostachys annamensis ingår i släktet Geostachys och familjen Zingiberaceae. Inga underarter finns listade i Catalogue of Life.